# Silo (Canaan)
Pour les articles homonymes, voir Silo.
Silo ou Siloh (en hébreu : šīloh, שילה, de la racine š-'-l, signifiant, peut-être, « lieu où l'on demande des oracles ») est un des plus importants lieux de culte d'Israël pendant la période des Juges. Selon la Bible, il est situé au centre de la Samarie, au sud de Tirtza, l'ancienne capitale du royaume d'Israël. Il est détruit en 1050 av. J.-C. lors d'une bataille opposant les Philistins aux Hébreux.

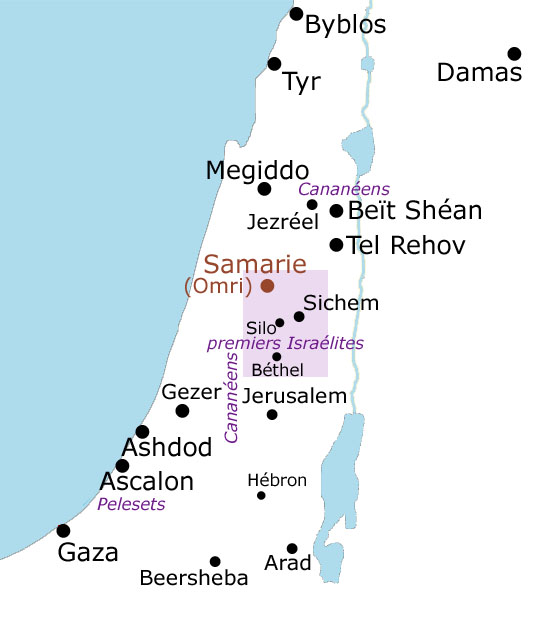
Premiers Israélites (hautes terres).

## Citations dans les textes anciens

### Mentions bibliques
Ce site n'est pas mentionné dans d'autres documents anciens que la Bible. D'après l'archéologue I. Finkelstein, les références bibliques concordent avec l'archéologie et présentent de ce fait une trace de souvenirs anciens dans le texte biblique.
La première mention de Silo, situé au nord de Béthel et au sud de Lebonah (en), se trouve dans le Livre de Josué, c'est à cet endroit que les Israélites se répartissent les territoires qu'ils devront conquérir et occuper par la suite. Les villes refuges et les cités pour les lévites sont également attribuées depuis Silo. Ce lieu devient le lieu de culte principal et de gouvernement, l'endroit où les fils d'Israël se retrouvent pour les fêtes annuelles à l'époque des Juges. 
L'Arche d'Alliance y est placée un temps, 369 ans selon des sources talmudiques (Talmud de Babylone Zevachim 118B). Le tabernacle quitte Silo à la mort d'Eli. À au moins un moment durant son séjour, le tabernacle est remplacé par ou placé dans une structure, précurseur du temple (1 Samuel 3:15).
Eli instruit Samuel à Silo. Ce dernier prophétise et sert dans le tabernacle, mais pas comme un prêtre(Cohen) car il n'est pas descendant d'Aaron. 
Lorsque les Philistins battent les Israélites à Afek vers 1050 av J.C., une partie des Philistins emmène l'Arche en Philistie à Ashdod pendant qu'une autre partie marche sur Silo et détruit le sanctuaire. Selon les données archéologiques, la destruction du sanctuaire coïncide avec celle de la ville.
Cette destruction a un fort impact sur le peuple d'Israël, elle est citée plusieurs fois dans la Bible hébraïque (Psaume 78,60, Jérémie 7,12). Le tabernacle est apparemment enlevé et transporté à Gibeon où il reste jusqu'au règne du roi Salomon. L'arche est rapidement rendue aux Israélites. Elle est alors conservée à Kiryat-Yéarim jusqu'au règne du roi David.
Le site est déserté, puis réoccupé pendant le règne de Jéroboam. Il est toujours mentionné à l'époque de la destruction du Temple.

### Mentions plus tardives
Après la période biblique Silo est mentionnée dans la littérature rabbinique ou dans les récits chrétiens des pèlerins.
Jérôme de Stridon, dans sa lettre à Paula et Eustochium, vers 392–393, écrit : "Avec le Christ à nos côtés nous passerons à Silo et Béthel". 
En 638, les musulmans ont conquis la Palestine. Les pèlerins musulmans vers Silo mentionnent la mosquée es-Sekineh où était remémorée la mémoire de Jacob et Joseph. La plus ancienne source est el-Harawi, qui a visité cette mosquée en 1173 pendant l'occupation croisée. Yaqut (1225) et el-Quarwini (1308), écrivent de même.

## Le site archéologique
L'emplacement est bien connu pendant le Moyen Âge, et Edward Robinson identifie sans problème le lieu avec Khirbeit Seilum en 1838. Cette identification était déjà donnée par Eusèbe de Césarée et par Ishtori haFarhi.

### Période de fouilles
De 1926 à 1932 Hans Kjaer (da) dirige une expédition archéologique danoise, qui prend fin en 1932 en raison de sa mort par dysenterie à Jérusalem. Les trouvailles ont été placées dans le Musée national du Danemark à Copenhague. En 1963, Holm-Nielsen entreprend de nouvelles fouilles. De 1981 à 1984, Israël Finkelstein effectue quatre saisons de fouilles sur le terrain.

### Archéologie

#### Bronze Moyen
Marie-Louise Buhl et Sven Holm-Nielsen pensent que les premières occupations ont lieu au Bronze ancien. Ce n'est pas l'avis d'Israël Finkelstein qui fixe la première occupation au Bronze Moyen IIB. Les seules traces de cette époque sont des débris de poterie. Au Bronze Moyen IIC, le site est protégé par de grandes fortifications, d'au moins 8 mètres de hauteur et de 3 à 5 mètres d'épaisseur, entourées d'un glacis.
Une succession de salles forme un corridor à l'intérieur du mur côté nord. Elles servaient probablement de lieu de stockage, car l'on a trouvé de nombreuses jarres de grande taille (pithoi). Malheureusement, ces jarres furent perdues à la suite de l'arrêt brutal des fouilles en 1932.
Les récentes fouilles ont permis la découverte d'objets culturels, 3 haches de bronze d'un type retrouvé principalement en Anatolie et en Syrie, un large pendentif en argent avec le symbole cappadocien d'une divinité hittite, des poteries cultuelles dont une ayant la forme d'un taureau.
Le site était probablement déjà un lieu de culte à cette époque. Les objets retrouvés semblent l'indiquer, mais aussi la taille des fortifications, bien trop importantes pour avoir été construites par la population locale.
Silo est détruite pour la première fois à la fin du Bronze moyen. On retrouve des traces d'incendie dans certaines salles et le haut des murs est renversé, enterrant parfois des salles entières, contenant des poteries de type "chocolat sur blanc", ce qui permet d'affirmer que le site n'a pas été détruit avant le XVIe siècle av. J.-C.

#### Bronze récent
L'ensemble de la région d'Éphraïm autour du site, est moins peuplée qu'au Bronze Moyen. Le nombre de sites recensés passe de 60 à 9, et la taille de ceux qui reste diminue. L'occupation reprend assez vite après la destruction de l'imposante cité du Bronze Moyen. 
L'activité du site au Bronze récent se résume à un lieu de culte à l'intention de populations semi-nomade aux alentours, il n'y a à ce moment aucune occupation sédentaire du site. On retrouve des pots intacts contenant des cendres et des os d'animaux. D'autres sont brisés volontairement et rassemblés sur le sommet avec des cendres et des os d'animaux, probablement sacrifiés,. 
Dans des articles parus en 1973, Yohanan Aharoni attribuait les objets découverts du Bronze récent, aux premiers israélites. Il était persuadé que la présence des Israélites sur le site avait commencé au XIIIe ou même au XIVe siècle,. Toutefois Israël Finkelstein conclut à partir de son identification d'un temps mort dans l'occupation du site à la fin du Bronze Récent, qu'il n'y a pas de raison d'attribuer ce site aux premiers Israélites. « il est désormais clair que l’opinion de Yohanan Aharoni, qui semblait prévaloir il y a plusieurs années, selon laquelle Silo pourrait fournir la preuve que le début de la colonisation israélite remonte aux XIVe et XIIIe siècles avant J.-C., n’est plus valable. »  ,
La présence d'objets diminuant, il semble que l'activité du site décline, puis selon I. Finkelstein s'arrête entièrement, peut-être avant la fin du bronze récent.

#### Fer I
Après le délaissement progressif du site par les occupants pastoraux du Bronze récent, commence une occupation sédentaire au XIIe siècle av. J.-C. Pour Israël Finkelstein, elle correspond à la sédentarisation des Israélites. 
Au Fer I, se construisent des bâtiments autour de l'ancien site, mais aucune habitation n'a été trouvée. Les bâtiments sont à usage public : des lieux de stockages et des silos à grain. 
On retrouve sur tout le site de nombreux débris de poteries datant du Fer I (four collared-rim jar).
La concentration de sites du Fer I autour de Silo est deux à trois fois plus importante que dans le reste du territoire d'Éphraïm, ce qui atteste son importance pour la population locale. 
Il y a débat pour savoir si Silo a été un lieu de culte à cette époque. I. Finkesltein que peu de poteries cultuelles ont été trouvées, et que les restes animaux n'indiquent rien de particulier. Aucun autel non plus. Pour lui il s'agit maintenant d'un centre administratif et les nombreux stockages ont pu servir la population alentour. Cependant certains éléments, la particularité du lieu par rapport aux autres, le fait qu'il fût un lieu de culte pour la population alentour aux époques précédentes pourraient indiquer qu'il en fut également un au Fer I.
Au XIe siècle, avant la fin du Fer I, le site est détruit à nouveau, on retrouve des couches de cendres et des murs écroulés. Les archéologues s'entendent pour attribuer cette destruction aux Philistins, après la bataille d'Afek. Pour Israël Finkelstein, cet événement du XIe siècle est relaté dans la Bible, qui correspond pour lui sur ce point précis aux découvertes archéologiques. La date de la destruction au carbone 14 se trouve au milieu du XIe.
Après sa destruction, Silo perd son importance et le centre de la population israélite se déplace au sud.

#### Ensuite

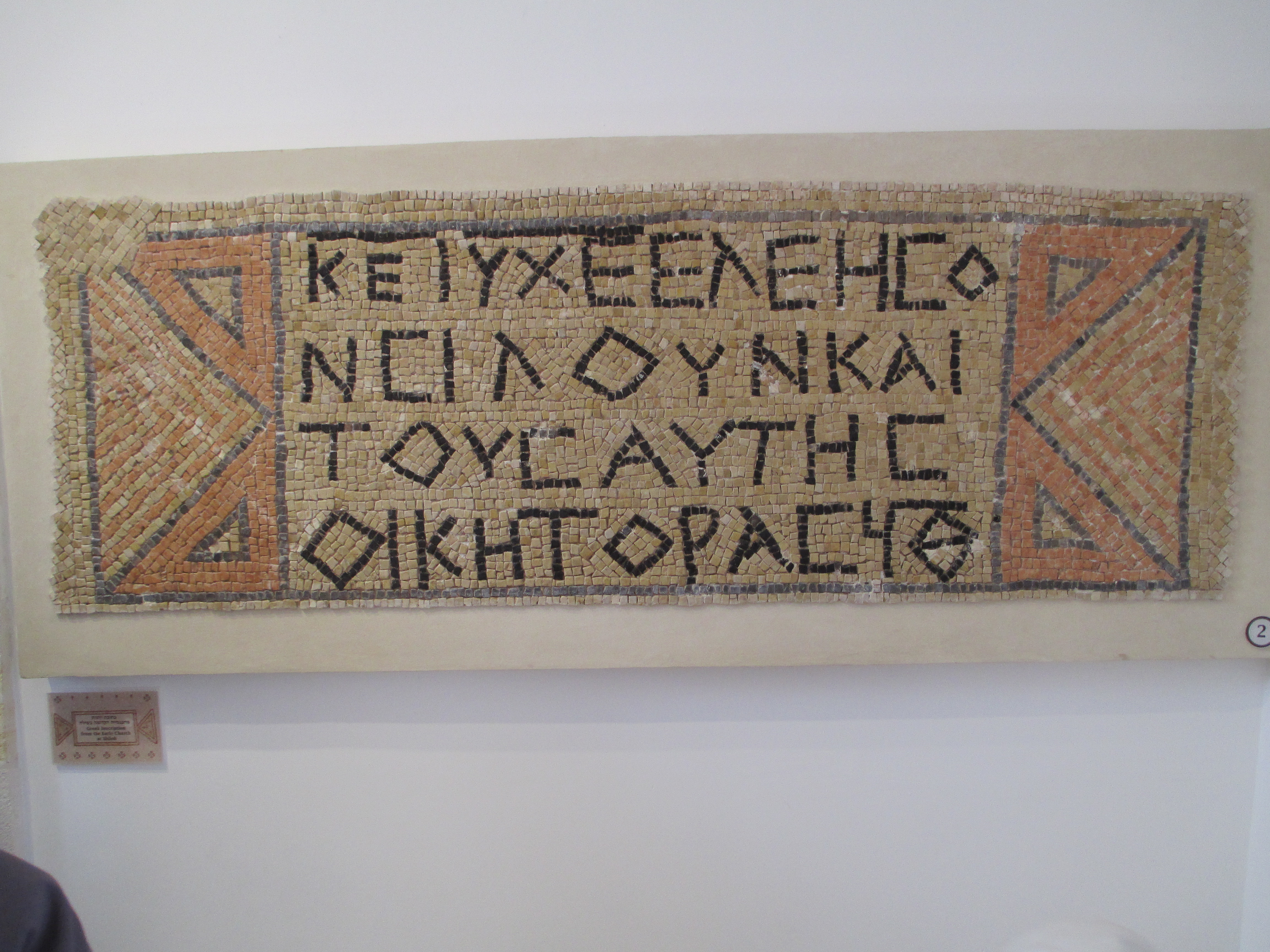
mention hellène de Silo, Musée Samaritain

Quelques traces d'occupation apparaissent au Fer I. 
Le site verra une occupation romaine, et sera un lieu de pèlerinage pendant le Moyen Âge. 
Une large église byzantine est découverte, avec un parterre en mosaïque, découvert pendant l'été 2006. elle fut probablement construite entre 380 et 420.
Plusieurs inscriptions grecques de cette époque sont retrouvées, une faisant une mention explicite du village de Silo.